# Neuroticfish
Neuroticfish va ser un projecte musical alemany del qual els estils eren del tipus cos electrònic musical, futurepop, i synthpop, com també d'altre tipus de música electrònica.

## Discografia

### Àlbums d'estudi
- No Instruments, 1999, CD
- Les Chansons Neurotiques, 2002, CD
- Gelb, 2005, CD

### Senzills, EPs, Recopilacions i Etc
- M.F.A.P.L., 2000, CDS
- Velocity N1, 2000, CDS
- WakeMeUp, 2001, CDEP
- Sushi, 2001, CDEP
- Prostitute, 2002, CDS
- Need / It's Not Me, 2003, CDEP
- Surimi, 2003, 2xCD Ltd
- Bomb, 2004, CDEP
- A Greater Good (History 1998-2008), 2008, CD, Comp